# 만델라 반스
J. 만델라 반스(J. Mandela Barnes, 1986년 12월 1일 ~ )은 미국의 정치인으로 2019년부터 2023년까지 제45대 위스콘신주 부지사를 지냈다.  민주당 소속인 그는 부지사가 되기 전에 2013년부터 2017년까지 위스콘신 제11선거구 하원이었다.  반스는 위스콘신주의 부지사로 지내는 데 첫 아프리카계 미국인으로서 역사을 만들었다.
2022년 반스는 위스콘신주에서 그해 미국 상원 선거를 위하여 민주당 후보였다.  그는 공화당 상원 론 존슨을 상대로 출마했으나 선거를 이기지 않았다.

## 초기 생애와 교육
제시 만델라 반스 (Jesse Mandela Barnes)라는 본명으로 위스콘신주 밀워키에서 태어났으며 그의 모친은 공립 학교들에서 교사였고 부친은 근로자들에게 도움을 주는 조합 전미자동차노조를 위하여 일했다.  그의 중앙 이름 만델라는 남아프리카공화국에서 부당한 대우에 맞서 싸우고 국가의 첫 흑인 대통령이 되었던 유명한 지도자 넬슨 만델라를 영예한다.  반스는 태어난 이래 자신의 중앙 이름을 썼다.
반스는 홀리 리디머 기독교 학교를 다니고나서 존 마셜 고등학교를 포함한 밀워키에서 공립 학교들로 갔다.  그는 이후에 앨라배마 A&M 대학교에서 수학하였다.
대학 시절 동안 반스는 전미 유색인 지위 향상 협회 (NAACP)와 연루되었으며 이 조직은 모든 사람을 위하여 동등한 권리를 보장하는 일을 한다.  그는 2004년 버락 오바마의 연설이 대학 후에 공공 서비스에서 경력에 관하여 자신이 생각하는 영감을 주었다는 것을 공유하였다.
2020년 5월 반스는 통신 매체에서 자신의 인문사회 학사를 완료하였다.  그는 자신이 학위를 얻는 데 완료했던 2008년 자신의 일찍이 수학으로부터 끝내는 데 이수 과목의 소량을 가졌다.

## 정치 경력
공직을 위하여 출마하기 전에 반스는 다른 정치적 캠페인들을 위하여 일했다.  그는 또한 밀워키 시장 톰 배럿의 사무실에서 일하기도 했다.  이후에 그는 사회 정의를 위하여 일을 하는 밀워키에서 그룹 M. I. C. A. H.의 결성자가 되었다.  그는 또한 진보적인 공공 정책에 전념한 그룹 주립 혁신 교류를 위하여 부국장을 지내기도 했다.

### 위스콘신주 의회에서 지내며

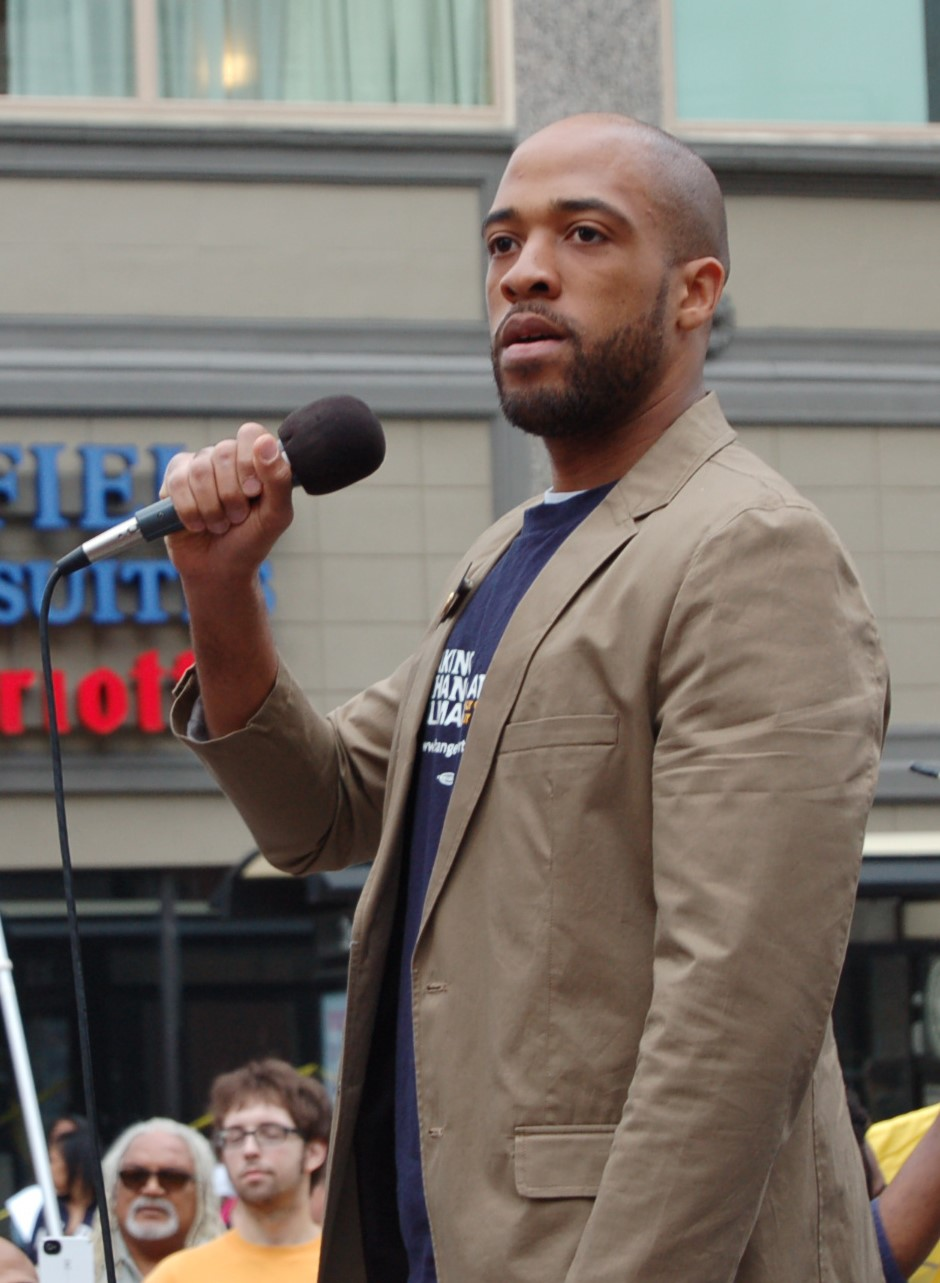
2013년의 반스

2012년 4월 반스는 자신이 위스콘신 제11선거구를 위하여 출마할 것을 공고하였다.  이 지역은 밀워키와 워워토사의 일부 지역들을 포함한다.  그는 민주당을 위하여 예비 선거에서 이미 의석을 보유한 제이슨 필즈를 도전하였다.  예비 선거는 정당이 그 최고의 후보를 선택하는 도움을 준다.
반스는 필즈의 학교 상품권 제도를 위한 후원과 "급여 담보 대출"에 이자율을 제안하는 데 그의 반대에 관하여 이야기했다.  급여 담보 대출은 가끔 매우 높은 이자율을 가지는 작은 단기 대출이다.
그해 8월 반스는 예비 선거를 이겼다.  필즈가 1,206 표를 얻은 동안 그는 2,596 표를 받았다.  11월 총선에서 반스는 아무 상대들 없이 출마하여 16,403 표와 함께 이겼다.  
2013년 주의 입법자로서 반스는 자동 소총같이 특정 무기 유형과 많은 총탄을 보유하는 탄창들을 금지시킬 법안을 지지하였다.  그는 예비 선거 혹은 총선 아무에서도 자신을 상대로 출마할 아무도 없이 2014년 재선되었다.
2016년 반스는 또한 현금 보석 제도를 바꾸는 법안을 지지하기도 했다.  이 제도는 자신들의 재판이 있기 전에 감옥으로부터 석방되는 데 돈을 내는 데 범죄 혐의를 받은 사람들을 요구한다.  그의 법안은 그들의 혐의의 진지함을 바탕으로 감옥에서 사람들을 가두어 놓는 데 판사들을 위하여 어렵게 만들 것이었다.  그것은 또한 어떤 사람이 도망갈 수도 있고 다른 사람에게 위험할 수도 있는지에 대해 더욱 전념할 것이었다.  반스는 현금 보석 제도를 바꾸는 것을 지속적으로 지지하였다.
주의회에서 자신의 세월 동안 반스는 교정, 교육, 직업과 작은 기업들과 다룬 공동체에 봉사하였다.  그는 또한 입법부에서 흑인과 라티노 간부 회의를 지도하고 중동과 동남아시아로 국제적 여행들에 참여하기도 했다.

### 2016년 주의 상원을 위하여 출마
2016년 4월 11일 반스는 주의 상원을 위하여 출마하는 데 주의회를 떠날 것을 공고하였다.  그는 위스콘신 제4상원 선거구를 위하여 현직 민주당 상원 레나 테일러를 도전하였다.  그것은 이미 의석을 보유한 또다른 민주당원을 도전하는 데 민주당 후보를 위하여 흔한 일이 아니다.
반스는 8월 9일 선거에서 테일러에게 패하였다.  그녀는 11,454 표, 그리고 그는 7,433 표를 받았다.

### 위스콘신 부지사 (2019년-2023년)

#### 부지사를 위한 2018년 캠페인
2018년 1월 반스는 자신이 위스콘신 부지사를 위하여 출마하고 있었다는 것을 공고하였다.  그해 6월 그는 민주당원들 중에 주요 투표를 이겼다.  예비 선거가 있던 동안 그의 이름은 어떤 신문 공고로부터 실수로 빠진 채 남겨졌다.  
그해 8월 14일 반스는 큰 차이에 의하여 민주당 예비 선거를 이겼다.  그러고나서 그는 주지사를 위하여 출마하고 있었던 토니 에버스를 위하여 러닝메이트가 되었다.  에버스와 반스는 11월 선거를 이겨 공화당의 스콧 워커와 레베카 클리피쉬를 49.5 퍼센트 대 48.4 퍼센트로 꺾었다.  반스는 위스콘신주의 첫 아프리카계 미국인 부지사가 되었으며 또한 당시 국가에서 최연소 부지사이기도 했다.

#### 부지사로서 세월

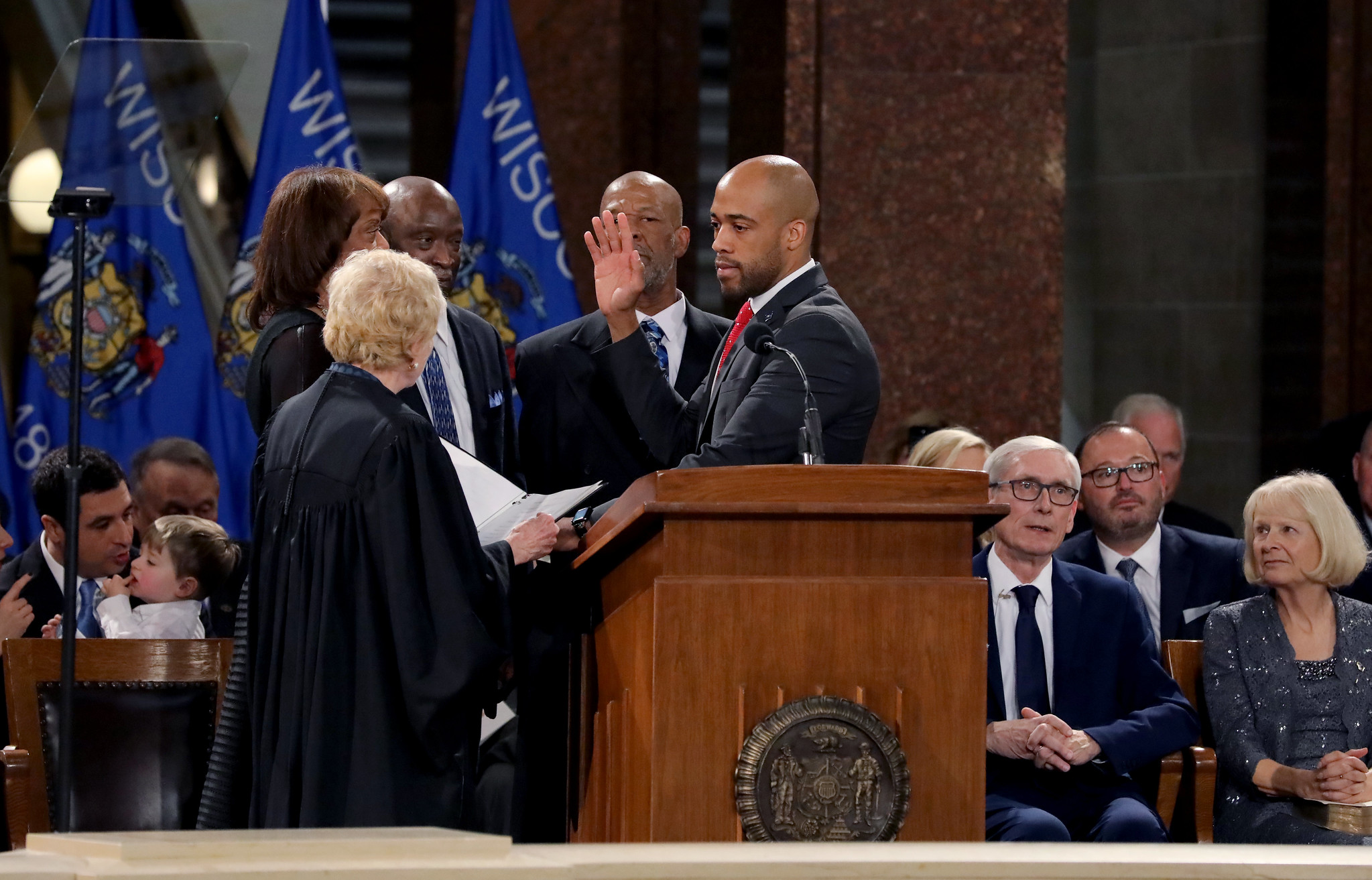
2019년 위스콘신 부지사로서 취임식에서

2019년 10월 반스는 기후 변화에 주지사의 태스크 포스를 지도하는 데 선택되었다.  12월에 이 그룹은 위스콘신주에서 기후 변화를 해결하는 도움을 주는 데 55개의 아이디어들과 함께 보고서를 발표하였다.  반스는 또한 밀워키에서 2020년 민주당 전당 대회를 결성하는 도움을 주기도 했다.
부지사로서 자신의 세월 동안 반스는 자신이 이용한 보안 보호의 양에 관하여 어떤 의문들을 향했다.  그의 사무실은 추가적 보안이 에버스 주지사의 사무실에 의하여 찬성되었다는 것을 진술하였다.
2019년 반스는 노동가족당을 위하여 국정 연설로 응답하는 연설을 했다.
2020년 8월 24일 커노샤에서 제이컵 블레이크의 총격이 있던 후에 반스는 사건에 관하여 말하면서 이후에 사건에 연루된 경찰관들을 기소하지 않는 결정을 비판하였다.  

### 2022년 상원 캠페인
2021년 7월 20일 반스는 2022년 선거에서 상원을 위하여 출마할 것을 공고하였다.  그는 론 존슨에 의하여 보유된 의석을 이기는 데 추구하고 있었다.  민주당 후보 지명을 위한 그의 많은 주요 경쟁자들은 이후에 탈퇴하여 그를 지지하였다.
2022년 10월 반스와 존슨은 2개의 토론들을 가졌다.  총선에서 존슨은 투표의 작은 차이에 의하여 반스를 상대로 이겼다.  만약 반스가 이긴다면 그는 미국 상원에서 위스콘신주를 대표하는 데 첫 흑인이 되었을 것이다.

### 부지사 이후
2023년 2월 반스는 롱런 정치활동위원회로 불린 그룹을 시작하였다.  이 그룹은 "친민주적" 민주당 후보들을 위한 정치적 캠페인들을 지지하는 데 목표를 두었다.  이 후보들은 가끔 젊고, 유색인, 성소수자 공동체 혹은 근로자 계급 배경으로부터 온 회원들이다.

## 정치적 견해
반스는 자신을 진보주의자로서 묘사한다.  이것은 그가 사회를 향상시키는 데 목표를 두는 사회적 그리고 정치적 변화들을 지지하는 것을 의미하였다.  그는 2016년과 2020년 위스콘신주 대통령 예비 선거에서 버니 샌더스를 뽑았다.

### 총기 규제
반스는 만약 상원으로 선출되었다면 자신이 "총기 폭력 예방을 최우선"할 것이라고 진술하였다.  그는 위험한 사람들의 손에 총기가 들어가지 않도록 하기를 원했다.  2022년 5월 그는 "우리는 생명을 구하거나 총기 로비로 아첨할 수 있다"고 말하여 총기 규제를 반대하는 지나치게 집단들을 기쁘게 하는 것보다 사람들을 보호하는 데 입법자들이 선택되어야 하는 것을 자신이 믿는 것을 의미하였다.  그는 자신들 혹은 다른이들에게 위험할 것 같은 사람들로부터 일시적 총기 제거를 허용한 "극단적 위험 보호 명령"을 지지한다.  그는 또한 총기 판매에 대한 배경 조사와 개인적으로 만든 총기, 자동 소총과 많은 총탄들을 보유하는 탄창들에 금지들을 지지하기도 한다.  그는 만약 누군가 범죄를 저지르는 데 총기를 이용한다면 책임을 지는 것부터 총기 제조자와 판매자들을 보호하는 법률을 없애는 데 투표할 것이었다.

### 보건
반스는 정부를 통하여 모두를 위하여 건강 보험을 마련할 "단일 지불자 의료"로 불린 보건 제도를 지지한다.  그는 또한 65세부터 메디케어에 가입할 수 있는 나이를 낮추는 것같이 보건을 향상시키는 데 작은 단계들을 지지하기도 한다.  2021년 9월 상원을 위하여 출마했던 동안 반스는 2018년 배저캐어 플러스로 불린 메디케이드에 기초를 둔 프로그램을 이용했다는 것을 공유하였다.  그는 이 경험이 근로자들을 위하여 얼마나 그런 프로그램들이 중요한지 자신에게 보여주었다는 것을 말했다.  

## 역대 선거 결과
| 선거명      | 직책명                         | 대수  | 정당   | 득표율 | 득표수      | 결과 | 당락                 |
| ----------- | ------------------------------ | ----- | ------ | ------ | ----------- | ---- | -------------------- |
| 2012년 선거 | 하원의원 (위스콘신 제11선거구) | 101대 | 민주당 | 98.79% | 16,403표    | 1위  | 위스콘신 주의원 당선 |
| 2014년 선거 | 하원의원 (위스콘신 제11선거구) | 102대 | 민주당 | 98.83% | 17,328표    | 1위  | 위스콘신 주의원 당선 |
| 2018년 선거 | 위스콘신 부지사                | 45대  | 민주당 | 49.54% | 1,324,307표 | 1위  | 위스콘신 부지사 당선 |
| 2022년 선거 | 상원의원 (위스콘신 제3부)      | 118대 | 민주당 | 49.41% | 1,310,467표 | 2위  | 낙선                 |